# Langenthal
Langenthal là một đô thị thuộc huyện Oberaargau, bang Bern, Thụy Sĩ. Đô thị này có diện tích 21,14 km2, dân số thời điểm tháng 12 năm 2020 là 15959 người.